# Amazonita
| Tabela                |                                      |
| --------------------- | ------------------------------------ |
| Fórmula Química       | {\displaystyle {\ce {K(Al Si3 O8)}}} |
| Classificação Química | Silicatos                            |
| Forma Cristalina      | Triclínica                           |
| Hábito                | Prismático                           |
| Transparência         | Translúcido a transparente           |
| Brilho                | Vítreo                               |
| Traço                 | Branco                               |
| Clivagem              | Perfeita em dois ângulos             |
| Fratura               | Irregular                            |
| Dureza                | 6,0-6,5                              |
| Tenacidade            | Frágil                               |

Amazonita (português brasileiro) ou amazonite (português europeu) (chamado às vezes de "pedra Amazonas") é uma variedade verde do feldspato microclina.

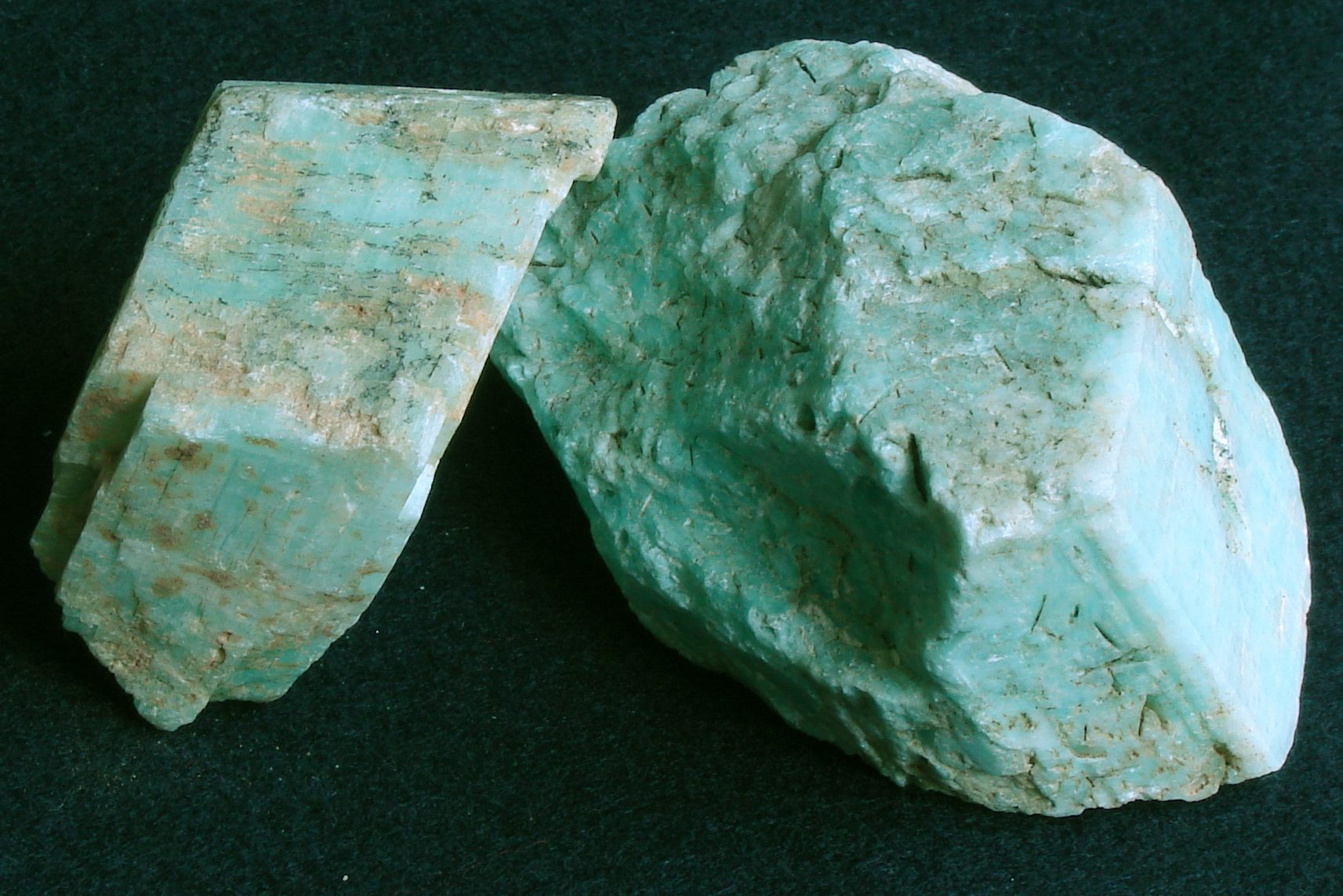
Amazonita

O nome é tirado do rio Amazonas, do qual determinadas pedras verdes foram obtidas anteriormente, mas é duvidoso se o verde Feldspato ocorre na área do Amazonas.

## Origem
O mineral Amazonita foi nomeado em 1847 pelo mineralogista Joham F. Breithaupt (1791-1873), e o seu nome tem origem do estado do Amazonas, onde possivelmente os primeiros minerais foram encontrados.

## Localização
As principais jazidas no mundo, ficam no Colorado-EUA, Índia, Madagascar, Namibia e Brasil.

## Aplicações
As Amazonitas tem diversas aplicações como na fabricação de vidro, porcelanato. A Amazonita lapidada pode ser usada em joias e também são usadas para adornos. 